# Czernica (przystanek kolejowy)
Czernica – przystanek osobowy, a dawniej stacja kolejowa w Czernicy, w gminie Dobromierz, w powiecie świdnickim, w województwie dolnośląskim, w Polsce. Został otwarty w październiku 1896 roku przez KPEV.